# 페라리 365 GT4/BB
페라리 365 GT4/BB(Ferrari 365 GT4/BB)는 페라리 자동차가 만든 스포츠카이다. 경량화, 공력적 바디의 설계, 미드쉽 차량 양산 노하우의 축적을 목적으로 개발을 진행되었다. 후속 차종으로는 페라리 512BB가 있다.

## 역사
1972년 1월 25대 한정으로 생산계획 결정이 되었지만 그 후 즉시 50대에 증가되었다. 1973년 10월 생산 개시시에는 벌써 주문이 250대를 넘고 있어 1974년용으로서 150대의 추가 생산이 정해졌다. 게다가 1975년과 1976년 아울러 131대가 추가 생산되었다.